# Pachystegia
Pachystegia – rodzaj roślin z rodziny astrowatych (Asteraceae). Obejmuje w zależności od ujęcia jeden gatunek – Pachystegia insignis lub poza nim także dwa inne: P. minor i P. rufa. Rośliny te są endemitami Nowej Zelandii. Rosną w miejscach skalistych, często przy brzegach rzek i strumieni.
Uprawiane są jako rośliny ozdobne.

## Morfologia

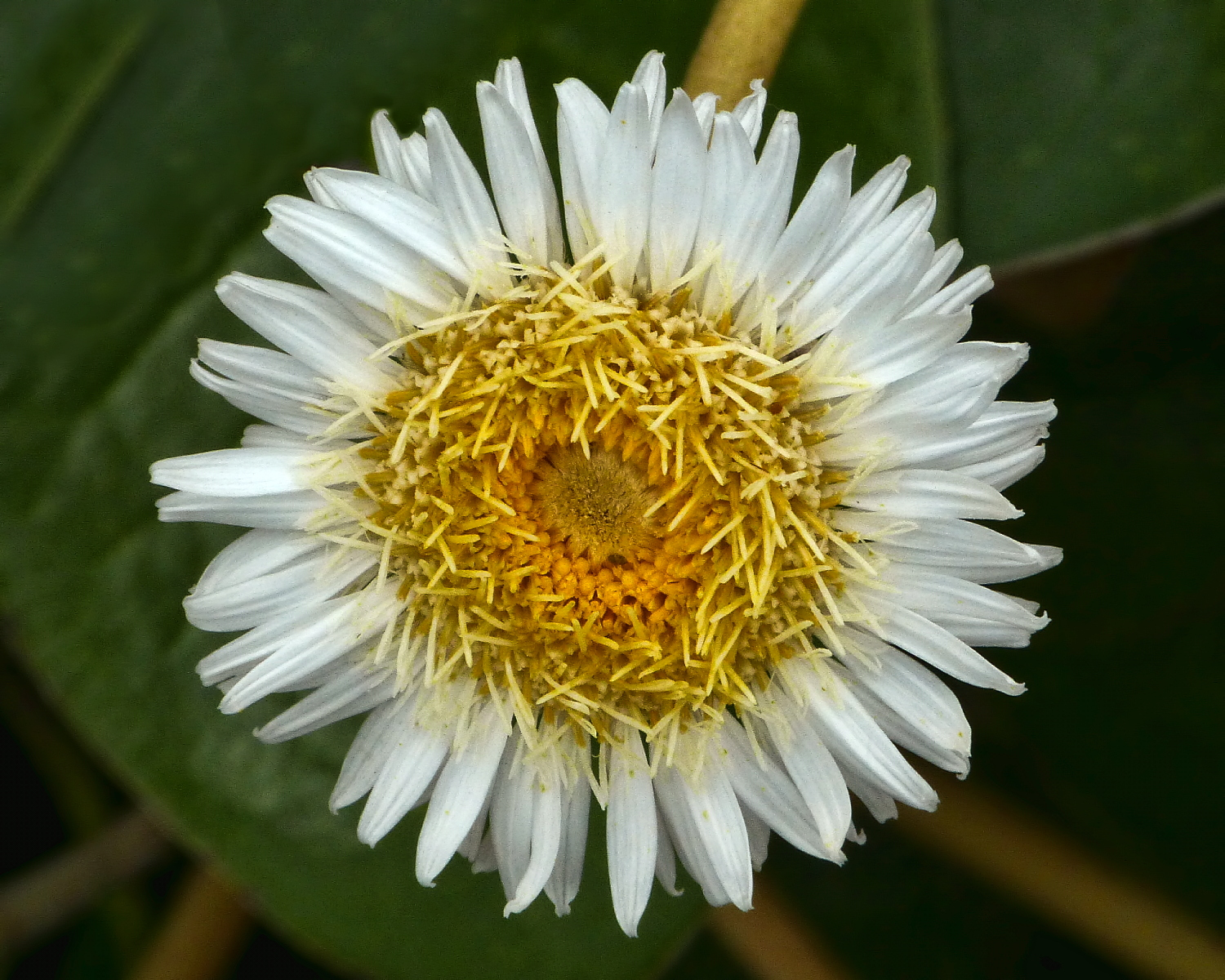
Koszyczek P. insignis

PokrójRozłożyste krzewy do 2 m wysokości o grubych sztywnych pędach. Różne części roślin (liście od spodu, szypułki, okrywy kwiatostanów, pędy) są gęsto owłosione.
LiścieZimozielone, skrętoległe, skupiające się na szczytach pędów, osadzone na ogonkach nasadami obejmujących łodygę. Blaszka liściowa pojedyncza, skórzasta, całobrzega, od spodu gęsto biało lub rudawo owłosiona, z wierzchu naga i zielona.
KwiatyZebrane w koszyczki wyrastające pojedynczo na końcach długich szypuł. Okrywa półkulista z listkami w 9 szeregach. Listki jajowate do lancetowatych, zewnętrzne tępe, wewnętrzne zakończone igłowato i z końcami wywiniętymi. Osadnik (dno kwiatostanowe) nagi. Kwiaty języczkowate na brzegu koszyczka wyrastają w 2 lub 3 szeregach, są białe i szeroko rozpostarte, rzadko słabo podwinięte. Wewnętrzne obupłciowe, bardzo liczne, żółte, promieniste z koroną rurkowatą, na szczycie nieco lejkowatą i z 5 lancetowatymi ząbkami. W kwiatach obupłciowych pręcików jest 5. Zalążnia jest dolna, jednokomorowa, z pojedynczym słupkiem rozwidlonym i spłaszczonym na końcach.
OwoceNiełupki podługowato równowąskie, bruzdowane i gęsto omszone, z ośćmi puchu kielichowego grubszymi na końcach niż u nasady, wyrastającymi w jednym szeregu.

## Systematyka
Pozycja systematyczna
Rodzaj z plemienia  Astereae i podrodziny Asteroideae w obrębie rodziny astrowatych (Asteraceae). W obrębie plemienia umieszczany jest w podplemieniu Hinterhuberinae Cuatrec. (1969).
W niektórych ujęciach rodzaj rośliny z tego rodzaju łączone są w jeden gatunek i czasem włączane do rodzaju Olearia (jako O. insignis).
Wykaz gatunków
- Pachystegia insignis Cheeseman
- Pachystegia minor (Cheeseman) Molloy
- Pachystegia rufa Molloy